# مولفينا
مولفينا (بالإيطالية: Molvena)‏ هي مدينة في مقاطعة فشنزة في منطقة فنيتة، شمال إيطاليا.